# 모니카 파랄레스
모니카 파랄레스(Monica Parales, 1993년 1월 10일 ~ )은 미국의 싱어송라이터이자 배우이다. 모니카는 2004년JammX Kids에 출연하였으며,2008년부터2012년말까지 미국의 걸그룹 스쿨걸즈의 멤버였다.